# Капіданці
Капіда́нці (рос. Капиданцы) — станційне селище у складі Свічинського району Кіровської області, Росія. Входить до складу Свічинського сільського поселення.
Населення становить 10 осіб (2010, 11 у 2002).
Національний склад станом на 2002 рік — росіяни 91 %.